# CD Linares
CD Linares was een Spaanse voetbalclub. Thuisstadion was het Estadio Municipal Linarejos in Linares in de autonome regio Andalusië. 

## Historie
CD Linares werd opgericht in 1990. Eerder in de historie bestond er ook een CD Linares, maar evenals vele andere clubs in de stad Linares ging deze ter ziele.
De geschiedenis van de club was zodoende kort, maar wel vrij succesvol. Kort na de oprichting, in 1994, verschijnt het ten tonele in de Tercera División. De club strijdt gelijk mee om het kampioenschap. Dat volgt in 1998, maar het promoveert pas in 2000 na gewonnen play-offs. In het seizoen 2000/01 speelt het derhalve voor het eerst in de Segunda División B, maar het degradeert al na een jaar. Een jaar later keert het weer terug middels een kampioenschap. In de eerste drie jaar heeft het het moeilijk, maar in het seizoen 2005/06 promoveert de club bijna naar de Segunda División A via een 4e plaats in de competitie, maar UD Las Palmas is uiteindelijk te sterk in de finale van de play-offs.
In 2009 hield de club op te bestaan en werd het vervangen door Linares Deportivo.

## Erelijst
- Tercera División

1997/98, 2001/02